# Dicya carnica
Dicya carnica is een vlinder uit de familie van de Lycaenidae. De wetenschappelijke naam van de soort werd als Thecla carnica in 1873 gepubliceerd door William Chapman Hewitson.

## Synoniemen
- Thecla seudiga Hewitson, 1874